# Stratiodrilus aeglaphilus
Stratiodrilus aeglaphilus är en ringmaskart som beskrevs av Vila och Bahamonde 1985. Stratiodrilus aeglaphilus ingår i släktet Stratiodrilus och familjen Histriobdellidae. Inga underarter finns listade i Catalogue of Life.